# I Giochi dei piccoli stati d'Europa
I I Giochi dei piccoli stati d'Europa si svolsero a San Marino dal 23 al 26 maggio 1985.

## Storia
La prima edizione dei Giochi dei piccoli stati d'Europa si disputò nella Repubblica di San Marino e vide impegnati otto Paesi in sette sport: atletica leggera, ciclismo, nuoto, pallacanestro, sollevamento pesi, tiro e judo. 
L'edizione fu dominata dall'Islanda, che ottenne larga parte dei suoi successi nel nuoto e nel judo, e da Cipro, che ottenne 14 medaglie d'oro in atletica leggera e una nella pallacanestro. Fu anche una delle rare occasioni in cui un Paese partecipante non riuscì a vincere una medaglia d'oro: in questa prima edizione furono quattro Andorra, Liechtenstein, Monaco e Malta.

## Paesi partecipanti
- Andorra
- Cipro
- Islanda
- Liechtenstein
- Lussemburgo
- Malta
- Monaco
- San Marino

## Sport
- Atletica leggera
- Ciclismo
- Judo
- Nuoto
- Pallacanestro
- Sollevamento pesi
- Tiro